# Giuseppe Melani
Giuseppe Melani (Pisa, 1673 - 1747) foi um pintor pisano do Barroco.